# 渋谷ヒカリエ
渋谷ヒカリエ（しぶやヒカリエ）は、東京都渋谷区の渋谷駅東口に位置する東急文化会館跡地に建設された東急グループの複合商業施設。東急百貨店や飲食店、事務所のほか、ミュージカル劇場「東急シアターオーブ」などが入居している。2012年のグッドデザイン賞を受賞。

## 概要
2005年に渋谷駅周辺（139ha）が都市再生特別措置法に基づく特定都市再生緊急整備地域に指定されて以降、同地域では東急東横線地下化に伴う複数の大型開発プロジェクト（渋谷再開発）や区画整理事業（渋谷駅街区土地区画整理事業）が進められている。そのトップバッターとして開業したのが、渋谷駅東口に竣工した高層複合施設・渋谷ヒカリエである。
東急東横線/東京メトロ副都心線（・東急田園都市線/東京メトロ半蔵門線）の渋谷駅と地下で直結し、低層部には東急百貨店が運営する「ShinQs（シンクス）」やカフェ・レストランフロア「dining6」等の商業施設、中層部には「東急シアターオーブ」「ヒカリエホール」等の文化施設、高層部には ByteDance等が入居する業務施設（オフィス）がゾーニングされ、それらを立体的に集積している。また明治通りの向かい側にある渋谷スクランブルスクエア（東棟）とは連絡橋を介して行き来する方が可能である。渋谷における情報・文化の発信拠点として、渋谷の新たなランドマークとなることが期待される。
また、渋谷特有の谷状の地形に合わせて立体的に街をつなぐ役割も有し、「アーバン・コア」と呼ばれる巨大な吹き抜けを通して縦方向の動きを確保している。渋谷という交通の結節点において公的動線の一翼を担い、人々を有機的に結び付ける役目も果たしている。

## 沿革
当初は仮称として「渋谷新文化街区プロジェクト」あるいは「（仮称）渋谷二丁目21地区開発計画」と呼ばれていたが、正式名称を「渋谷ヒカリエ」とすることが2010年4月14日に発表された。2009年6月30日に着工となり、2012年3月に竣工した。
地下3階から8階までの商業スペースが2012年4月26日、11階から16階までの「東急シアターオーブ」が同年7月18日に開業している。2020年5月25日、東横のれん街が渋谷マークシティから渋谷ヒカリエの地下2階、地下3階に移転開業した。

## 建築物の概略
- 所在 東京都渋谷区渋谷2 - 21ほか
- 用途 商業、オフィス、文化施設、駐車場ほか
- 敷地面積 約9,640平方メートル
  - 延床面積 約144,000平方メートル
  - 用途別面積
    - 商業 約32,000平方メートル
    - オフィス 約50,000平方メートル
    - 文化施設 約24,000平方メートル
    - その他 約38,000平方メートル
- 階数 地上34階、地下4階
  - 高さ 約182.5メートル

### 施工技術

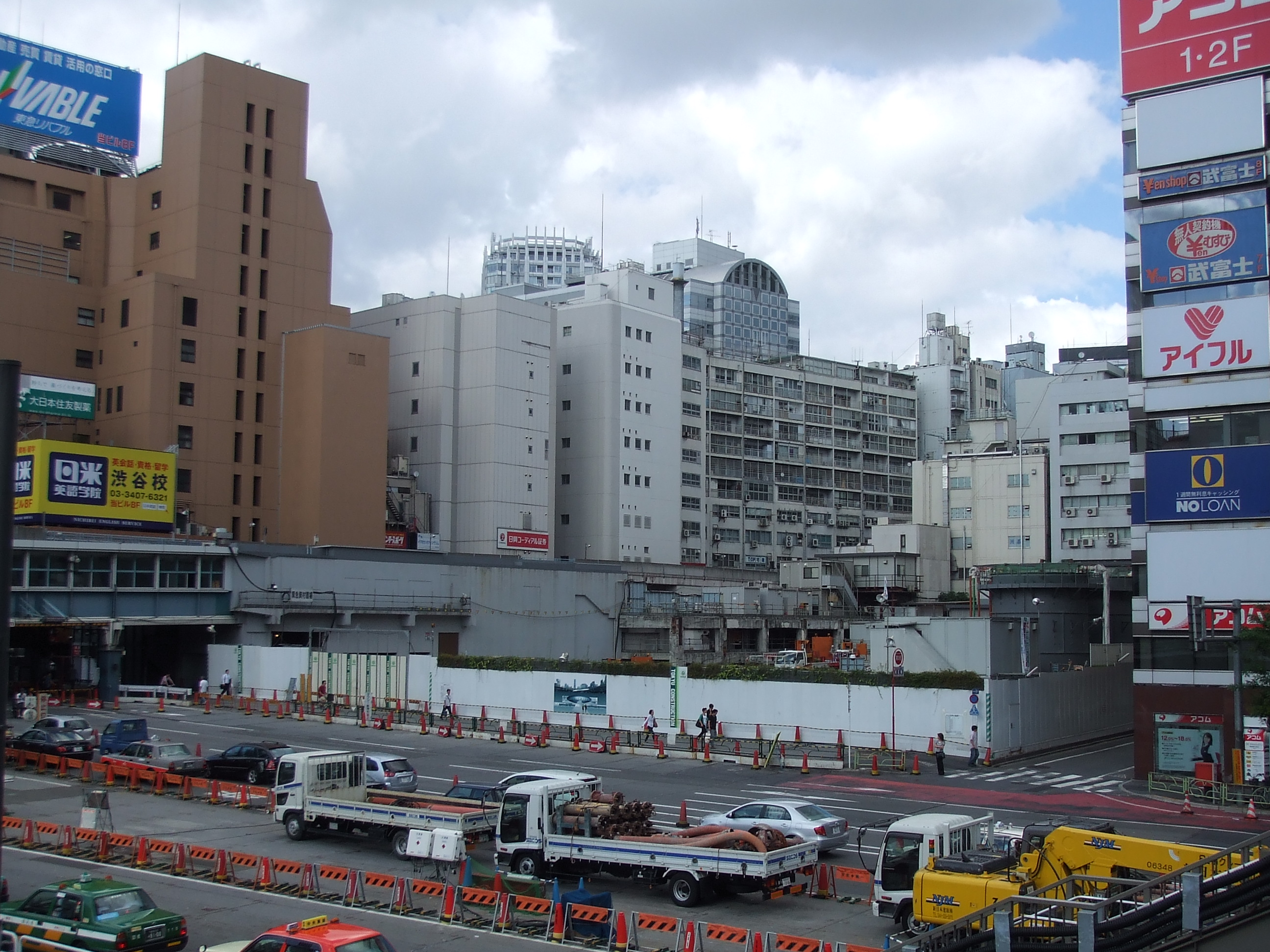
工事中の様子（2007年9月）

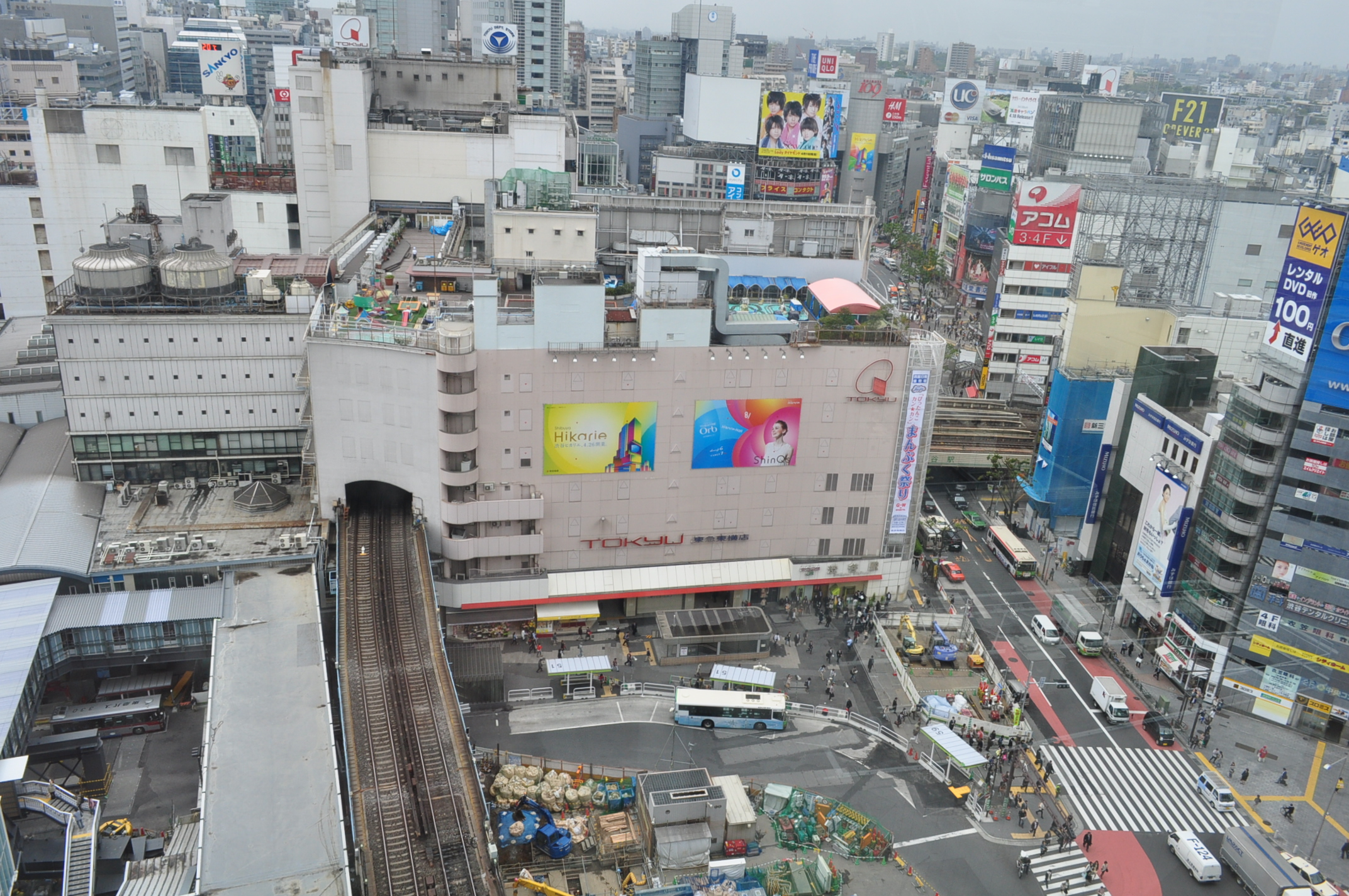
渋谷駅東口を望む

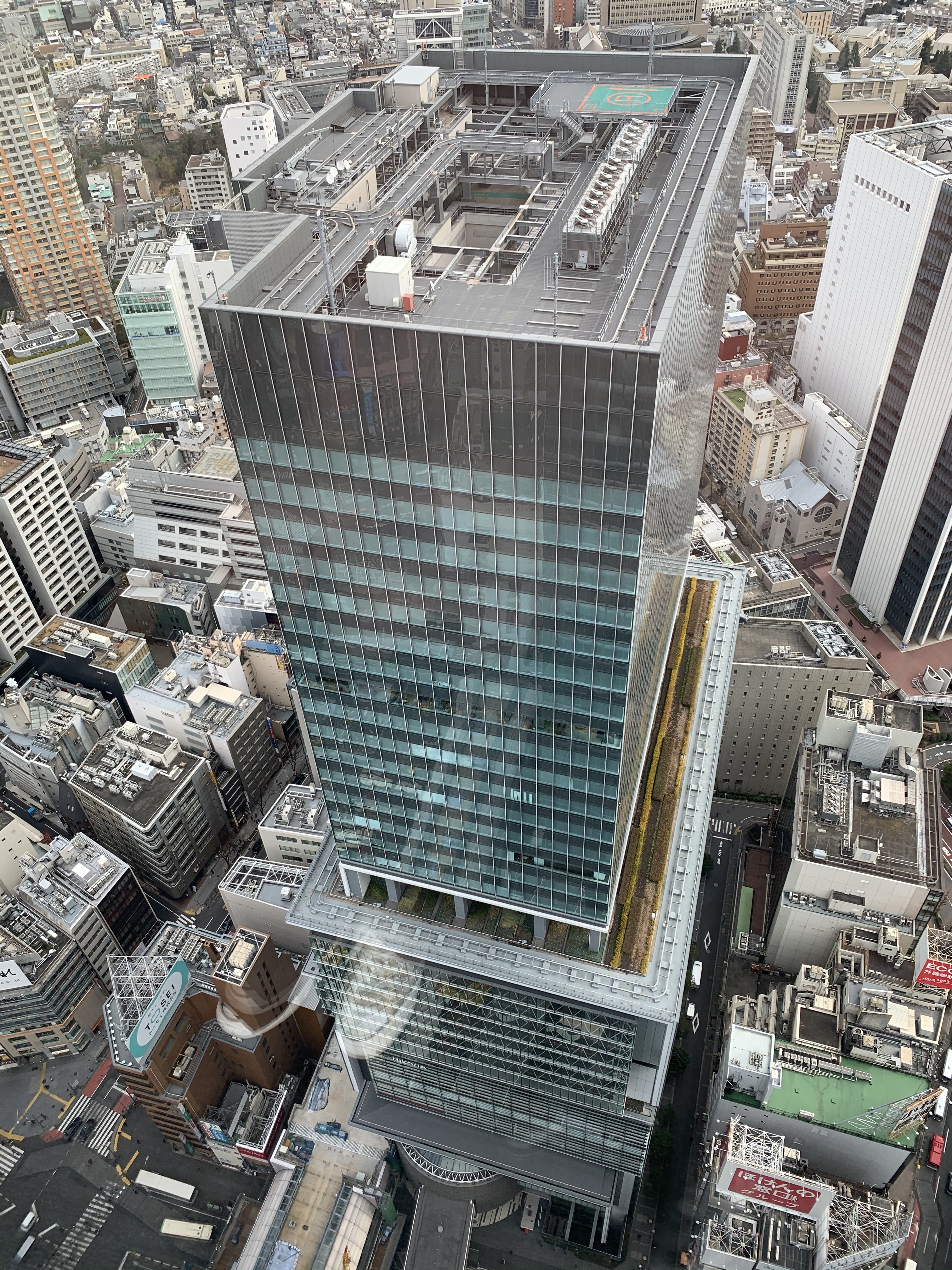
渋谷ヒカリエ（2020年1月）

渋谷ヒカリエの建設工事「渋谷新文化街区プロジェクト新築工事」は、東急建設と大成建設とのJVにより、2009年6月から2012年3月までの33か月の期間で進められた。
敷地内の高低差は12m。元々この敷地は区道によって隔てられていた街区を結合させたものであり、この区道は渋谷駅と青山方面を結び、1日に5万人の通行人が行き交う主要通路であった。このため工事中でも通路を閉鎖することはできず、期間中に10回以上の切り替えを行って歩行者の通路を確保しながら上空で高層ビルを築造するという、非常に繊細な安全管理が要求されるものだった。
また、開業から70年が経過した東京メトロ銀座線や、ボックスカルバート躯体の東急東横線・東京メトロ副都心線渋谷駅と隣接しており、とりわけ後者に関してはボックスの変形防止のため、土圧と同程度の圧力を掛け続けなければならないという特異な事情もあったほか、渋谷ヒカリエの地下3 - 4階が駅の吹き抜け部分とつながって駅構内への換気塔の役割を担っており、その機能を妨げないよう配慮しながらの施工となった。
工期の制約もあったため、地下部と地上部、中層部と高層部とを同時に施工する多段施工方式となった。敷地を「開口」「文化」「三社」という3つの区割りを設け、それぞれ街区の事情に合わせながら順打ち工法・逆打ち工法を使い分けた。中層部と高層部では、中層部に位置する劇場空間の天井部分躯体となる4台の大型トラス梁（長さ25.7m、重量260t）をベアロックジャッキやエレクションガーダーを用いて配置し、これにより中高層で工事を同時進行することを可能にした。このリフトアップ方法は一般に橋梁等の土木現場でしか採用されない方法である。
オフィスビルから商業施設、劇場、更には駅への連絡口という多彩な顔を持つ高層ビルであり、また都心という地理的な要因も加わった難工事を経て、渋谷ヒカリエは2012年の春に竣工した。今後も複数の開発プロジェクトが予定されている渋谷駅周辺地域において、そのリーディング・プロジェクトを担う建築物に仕上がっている。

## フロア構成
- 17 - 34階 オフィス
  - 34階 株式会社GENOVA(本社)  株式会社STPR（本社・レコーディングスタジオ・VRスタジオ）
  - 32階 株式会社スカラ（本社）
  - 30階 三基商事株式会社（東京本部）
  - 19階、27 - 29階 アダストリア（本社）
  - 20 - 26階 ByteDance株式会社
  - 17階 SUPER STATE HOLDINGS（本社）
- 11 - 16階 「東急シアターオーブ」（劇場） ※運営会社は株式会社東急文化村
  - 11階 「シアターガーデン」（オフィス・劇場エントランス）
- 9・10階 「ヒカリエホール」（イベントホール）
- 8階 クリエイティブスペース「8/（はち）」、渋谷区防災センター・区民サービスセンター、川本喜八郎人形ギャラリー
- 7階 ダイニング （柴田陽子プロデュース）
- 6階 カフェ（柴田陽子プロデュース）
- 地下3 - 地上5階 「ShinQs（シンクス）」（商業施設） ※運営会社は東急百貨店
  - 地下2階・3階　「東横のれん街」（食品売場）
もとは東急百貨店東横店の名店街として1951年に開設。再開発による東急百貨店東横店東館閉館に伴い、2013年4月に渋谷マークシティに移転。2020年5月に渋谷ヒカリエに再移転した[7]。
- 地下3階 東急東横線・東京メトロ副都心線渋谷駅改札（東急田園都市線・東京メトロ半蔵門線も利用可）、渋谷スクランブルスクエア地下連絡口
- 地下4 - 地下2階 駐車場

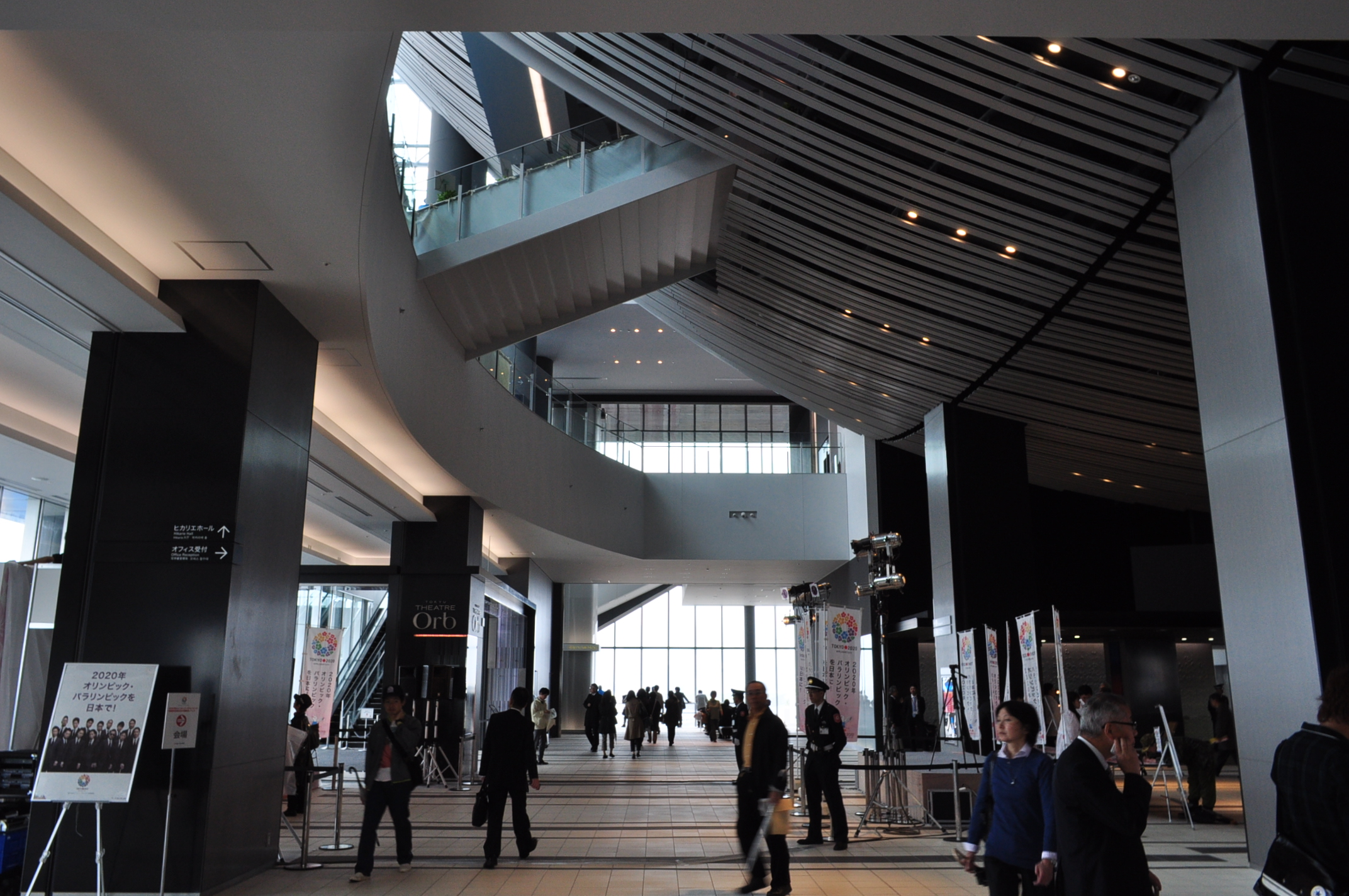
11階 シアターガーデン
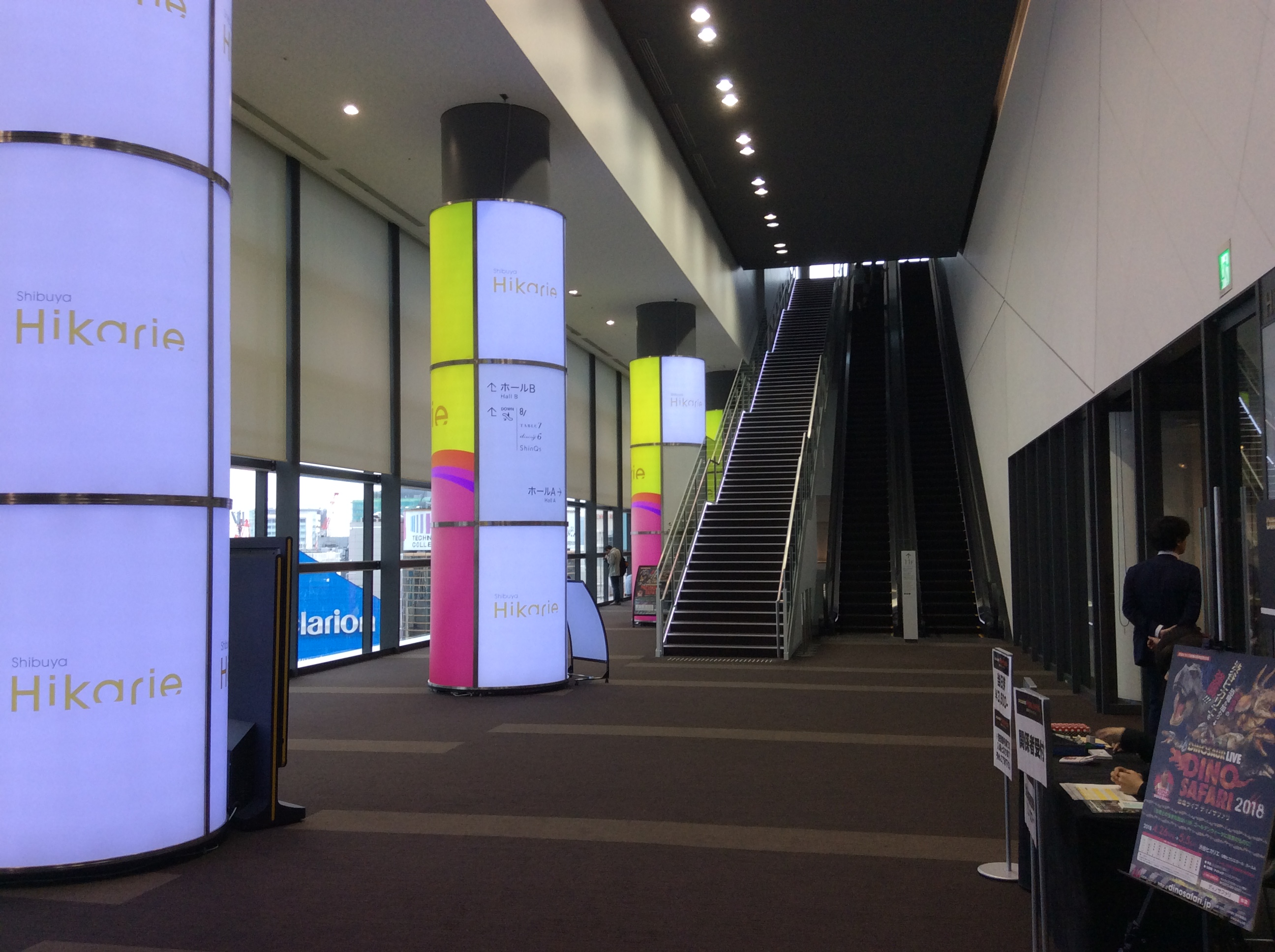
9階 ヒカリエホール
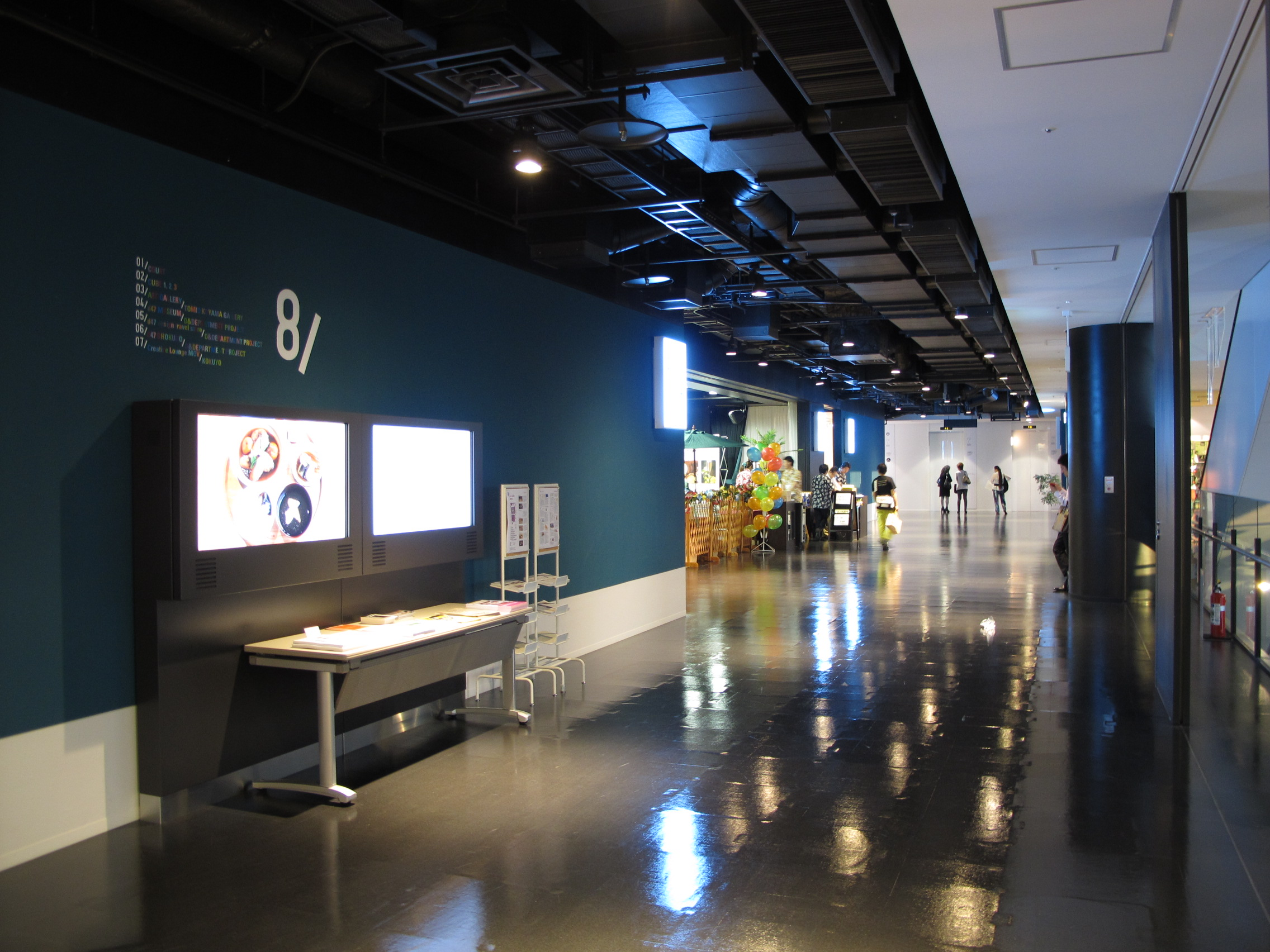
8階 クリエイティブスペース「8/（はち）」
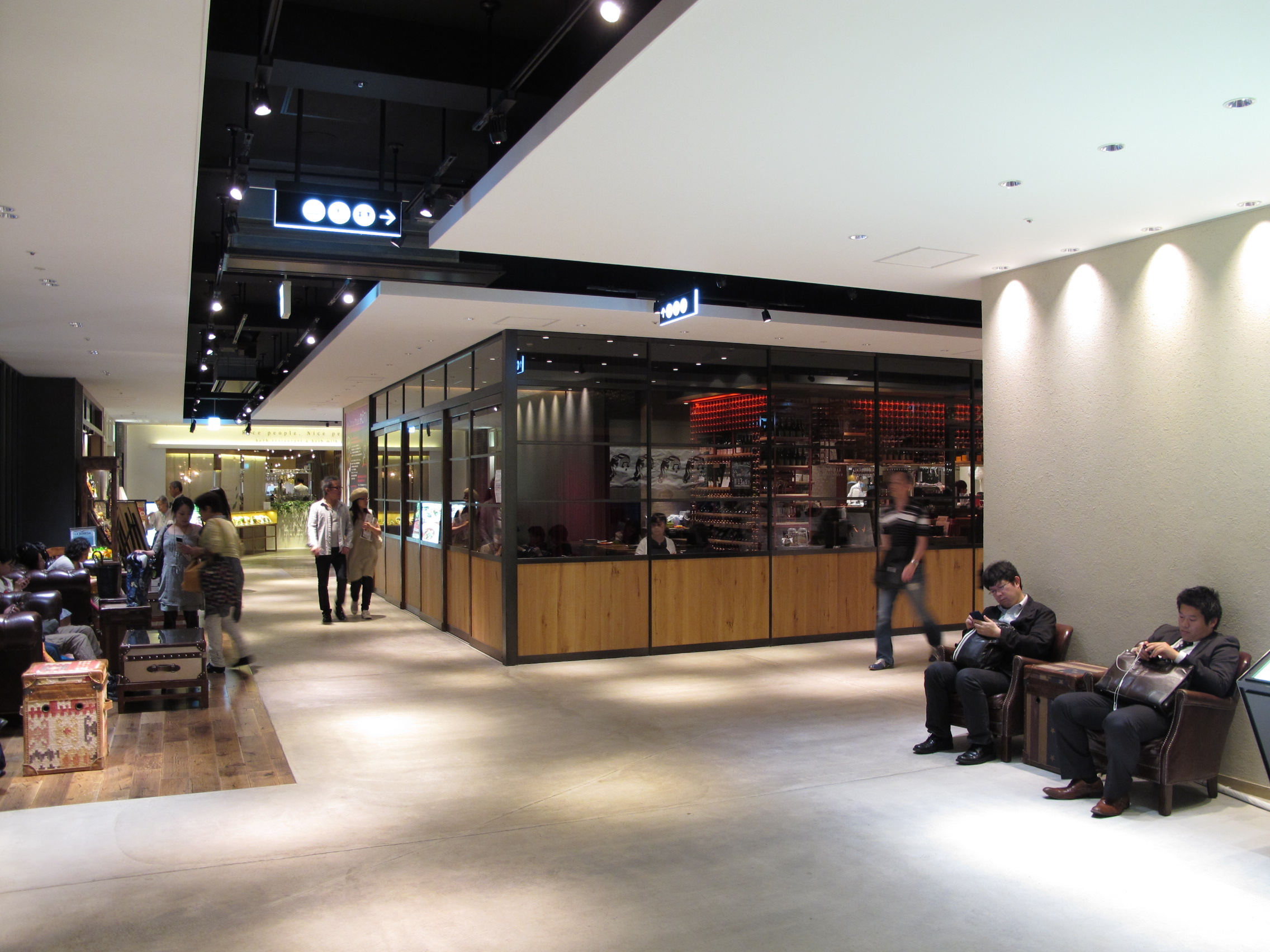
7階 ダイニング
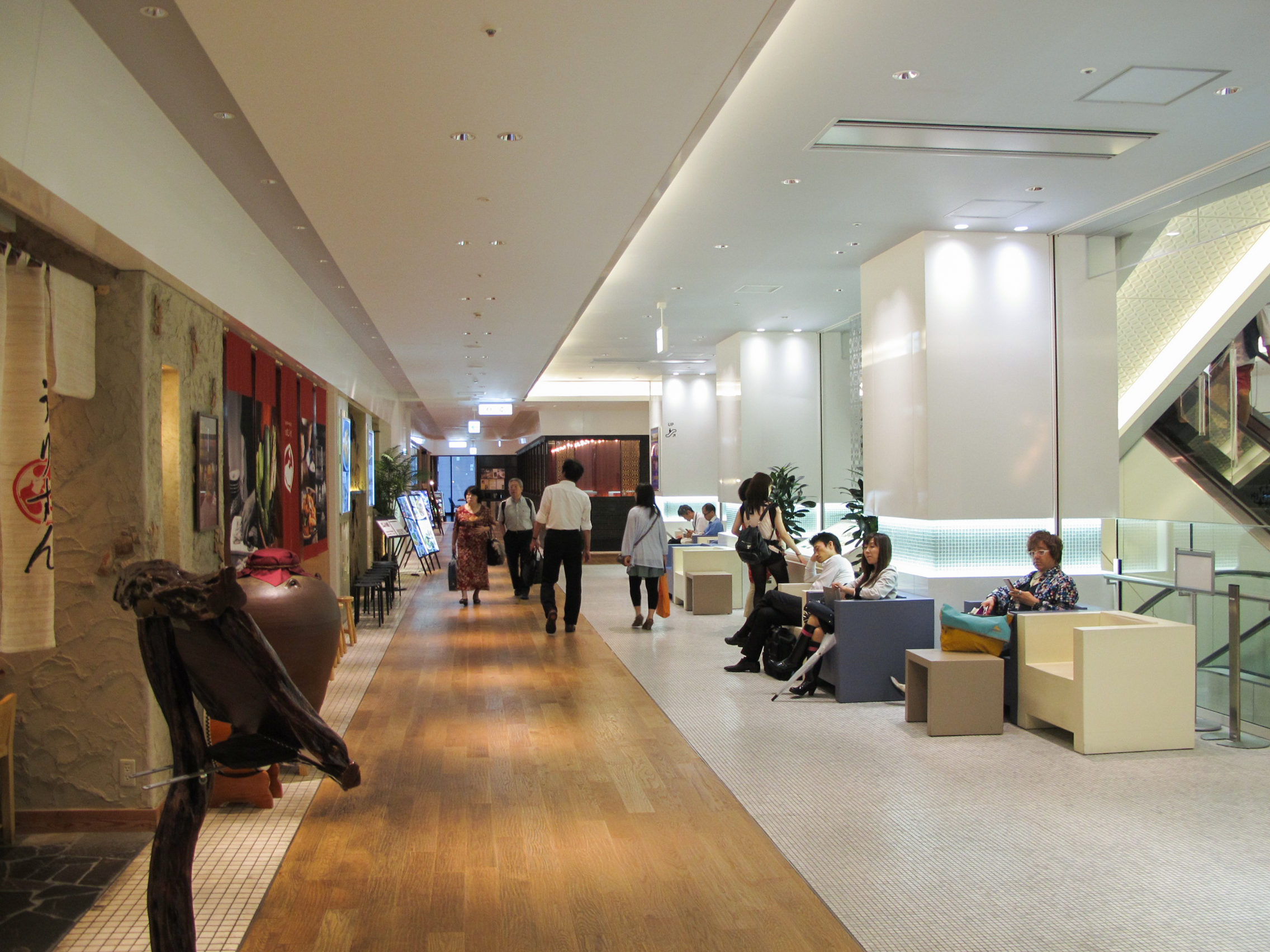
6階 カフェ
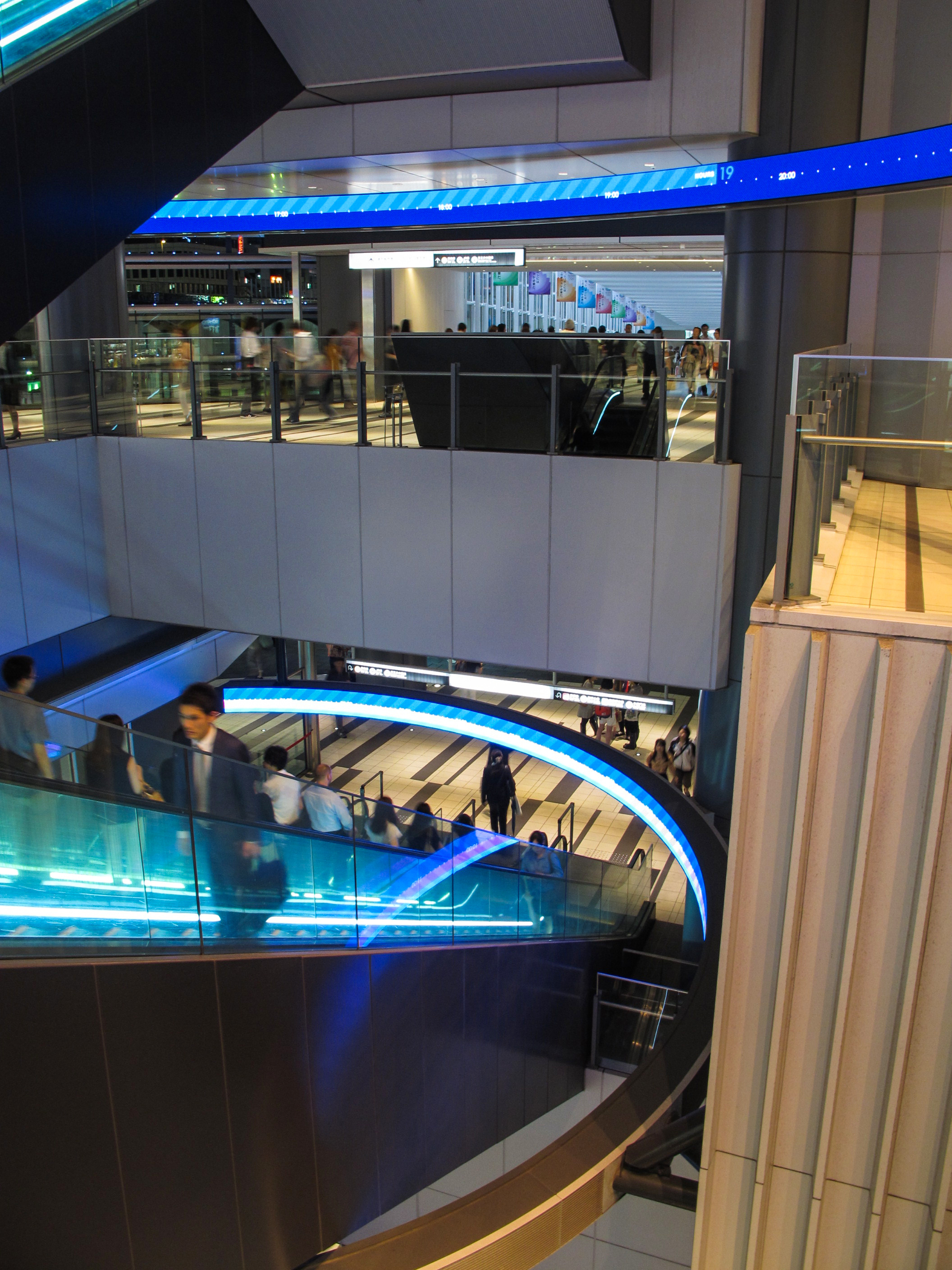
アーバンコア
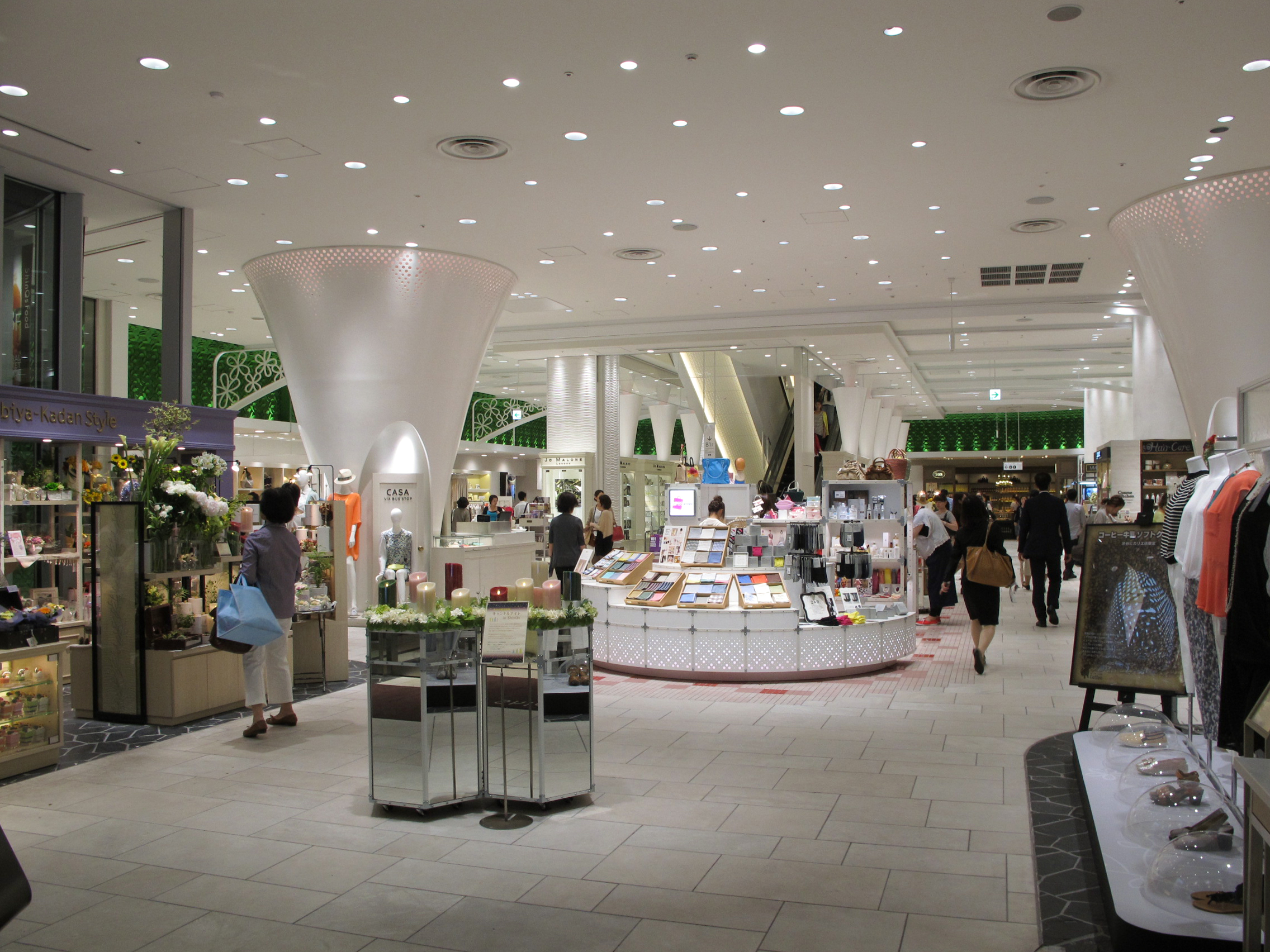
1階 ShinQs〈シンクス〉
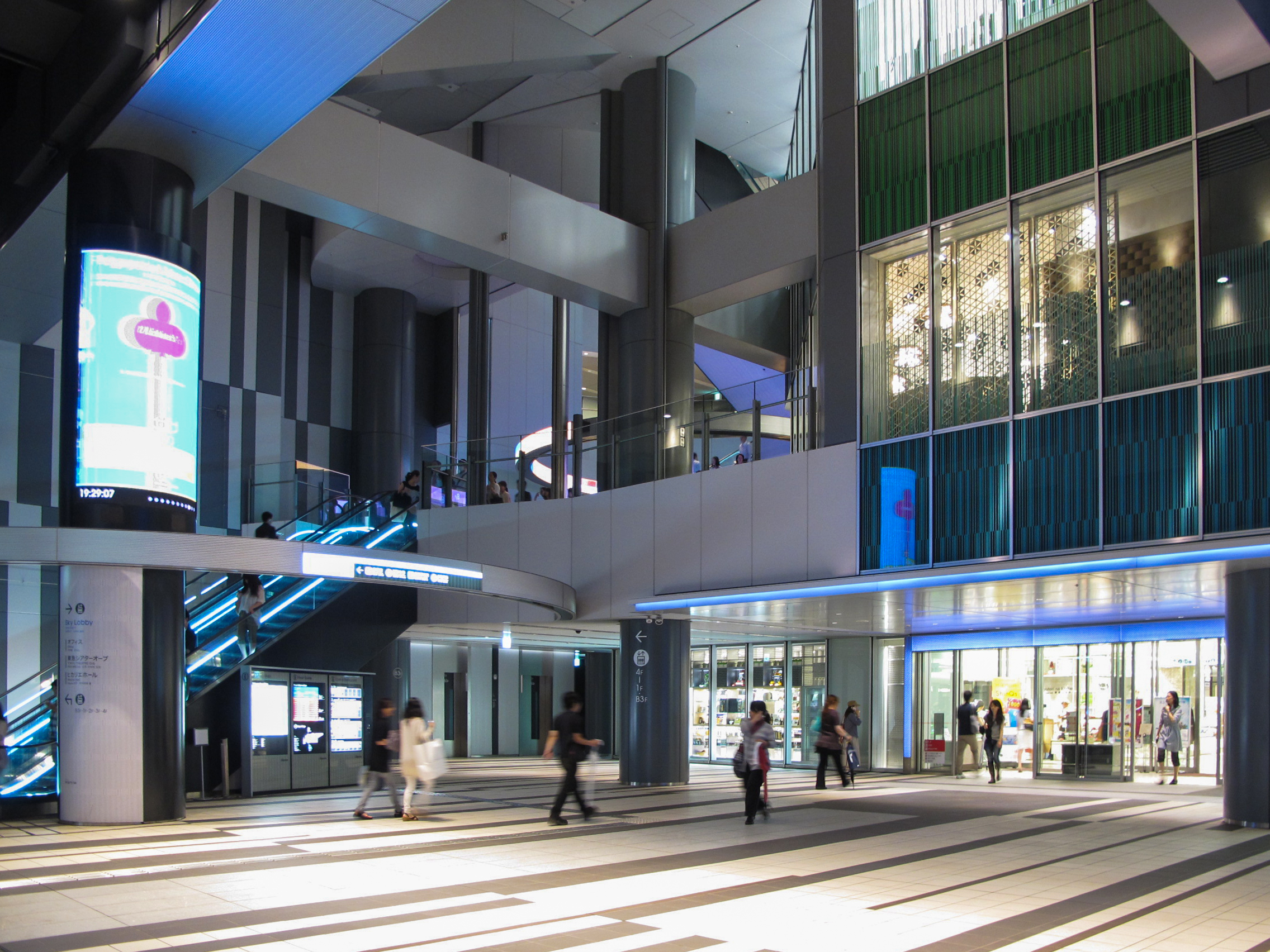
1階 入口

### 主要施設
東急シアターオーブ
- ヒカリエの11階 - 16階に位置し、総客席数1972席（1 - 3階席）。
- 劇場名称には、かつて東急文化会館の8階にあった五島プラネタリウムを引き継ぐ施設になるようにとの思いを込めて、「天球、球体」を意味する「オーブ」という語が使われた。
- こけら落としとして『ウエスト・サイド・ストーリー』が上演された[8]。

### サービス
公衆無線LAN
渋谷ヒカリエでは多くの場所に東急電鉄（イッツ・コミュニケーションズ管理）の公衆無線LAN（フリーWi-Fi）設備が設置されており、イッツコム提供の無料公衆無線LANおよびdocomo Wi-FiおよびWi2の公衆無線LANサービスが利用できる。

## 特別車両

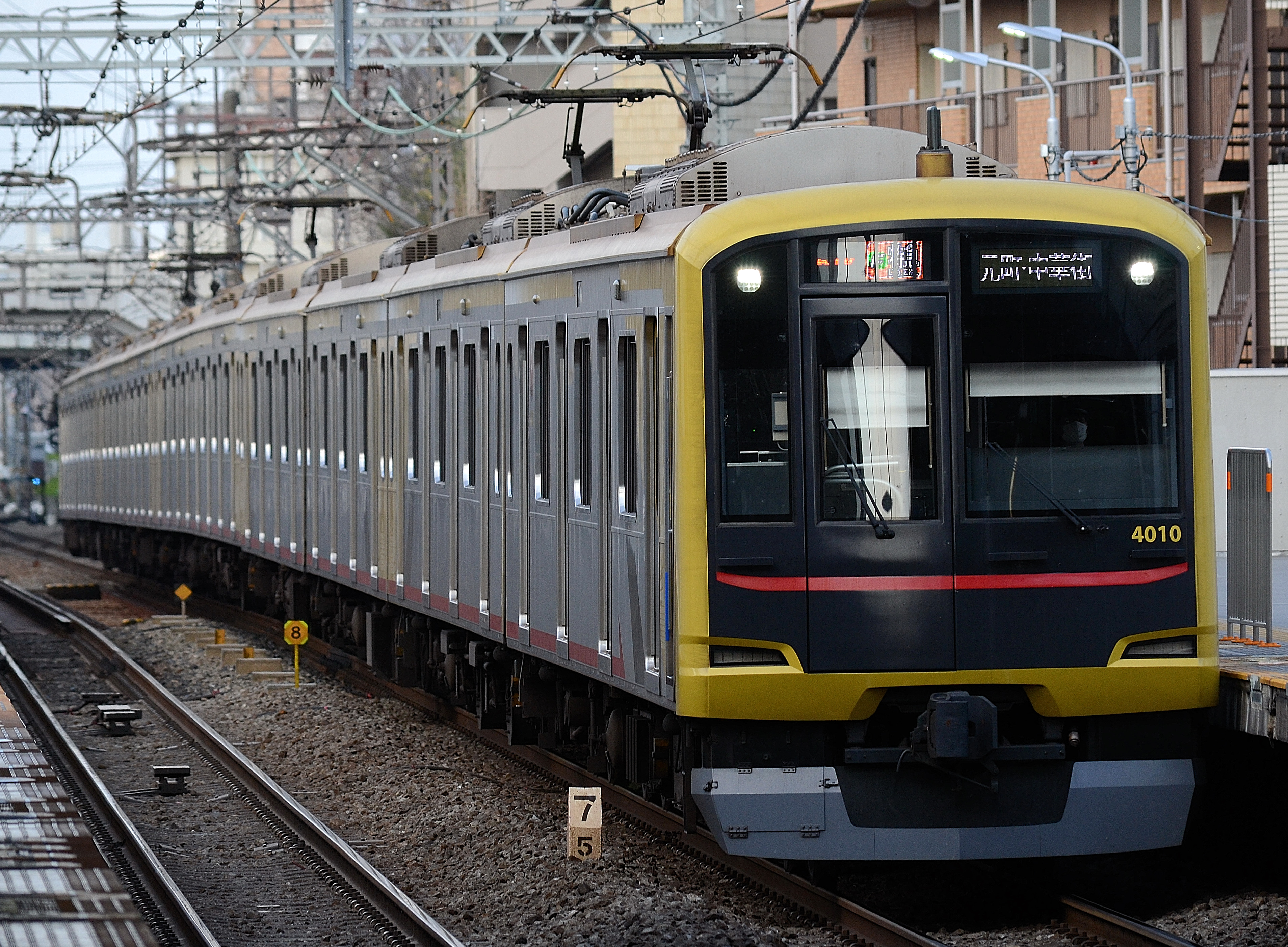
4110F「Shibuya Hikarie号」

当施設の開業1周年を記念して、2013年4月26日より東急東横線に特別列車「Shibuya Hikarie号」（東急5050系4000番台4110F）がデビューしている。10両編成のため各駅停車には入らず、優等列車（急行・特急〈Fライナー含む〉など）での運用に限定されており、直通運転先のみなとみらい線、東京メトロ副都心線、西武池袋線、東武東上線や相鉄線でも姿を見ることができる。